# Apteromyia newtoni
Apteromyia newtoni is een vliegensoort uit de familie van de mestvliegen (Sphaeroceridae). De wetenschappelijke naam van de soort is voor het eerst geldig gepubliceerd in 1982 door Marshall and Rohacek.